# Palpusia plumipes
Palpusia plumipes is een vlinder uit de familie van de grasmotten (Crambidae). De wetenschappelijke naam van deze soort is voor het eerst voorgesteld als Pilocrocis plumipes door Paul Dognin in een publicatie uit 1905.
De exemplaren waarover Dognin beschikte waren afkomstig uit de omgeving van Loja in Ecuador.